# جورج باغباي
جورج باغباي (بالإنجليزية: George Bagby)‏ (15 نوفمبر 1906، نيويورك في الولايات المتحدة - 29 أغسطس 1985، مانهاتن في الولايات المتحدة)؛ كاتب وروائي أمريكي.